# Sven Giegold
Sven Giegold (ur. 17 listopada 1969 w Las Palmas de Gran Canaria) – niemiecki polityk, ekolog i alterglobalista, poseł do Parlamentu Europejskiego VII, VIII i IX kadencji.

## Życiorys
Studiował m.in. nauki polityczne i ekonomię na uczelniach w Lüneburgu, Bremie i Birmingham. Kształcił się też w zakresie makroekonomii na Uniwersytecie Paryż XIII. Zakładał centrum ekologiczne w Verden. Był wśród twórców organizacji ATTAC, Obywatelskiej Inicjatywy Opodatkowania Obrotu Kapitałowego. Od 2001 do 2007 z przerwami należał do jej koordynatorów, reprezentował krajową organizację członkowską w ramach federacji. Zasiadał także w radzie Tax Justice Network.
W 2008 wstąpił do partii Zielonych. W wyborach w 2009 z listy tego ugrupowania uzyskał mandat deputowanego do Parlamentu Europejskiego. Zasiadł w grupie Zielonych i Wolnego Sojuszu Europejskiego, a także w Komisji Gospodarczej i Monetarnej oraz w oraz Komisji Specjalnej ds. Kryzysu Finansowego, Gospodarczego i Społecznego. W 2014 i 2019 z powodzeniem ubiegał się o europarlamentarną reelekcję.
W grudniu 2021 odszedł z PE, objął w tymże miesiącu stanowisko sekretarza stanu w federalnym ministerstwie gospodarki i ochrony klimatu.